# Història de la República Dominicana
La història de la República Dominicana ocupa les dues terceres parts de l'illa Espanyola, situada a les Antilles Majors. Les successives onades d'immigrants arawaks, movent-se cap al nord des del delta de l'Orinoco a l'Amèrica del Sud, es van establir a les illes del Carib. Al voltant de l'any 600, els indis taïns (vegeu taíno), una cultura arawak, van arribar a l'illa, desplaçant als habitants anteriors. Estaven organitzats en cacicazgos, cadascun dirigit per un cacic (cap). Els últims migrants arawaks, els caribs, van començar a moure's fins a les Antilles Menors al segle xii, i envaïen llogarets taïns a la costa oriental de l'illa a la vegada que arribaven els espanyols el 1492.

## Societat taïna
L'illa de Quisqueya estava ocupada, abans de la Conquesta espanyola, per diversos pobles indígenes. Aquests procedien del nord de l'Amèrica del Sud, pròpiament de les conques dels rius Orinoco, Xingú i Tapajós, situats en Veneçuela i les dues Guyanes.
Un dels grups procedents d'Amèrica del Sud, que van arribar a l'illa de Santo Domingo, eren els ciguays, mestissos de les races carib i arawak, que es varen establir al nord-est de l'illa. Aquests no van tenir un gran desenvolupament, igual que els macoritxos, ja que no coneixien l'agricultura.
Un altre grup eren els ciboneys, que es dedicaven a la caça, la pesca i la collita de fruites. Utilitzant instruments confeccionats amb petxines i ossos d'animals, van arribar a polir la pedra per fabricar objectes i estris.
Els ingerís va ser un altre grup procedent de Veneçuela. Aquests eren agricultors i van treballar la ceràmica, decorada amb pintura. Representen el grup més nombrós dels immigrants d'Amèrica del Sud. Van arribar a Puerto Rico i des d'allà van passar al sud-oest de l'illa de Santo Domingo.
El grup principal, trobat pels espanyols a l'illa, eren els tains o taínos, que practicaven una agricultura de frega i monticle. Per conrear la terra van usar el sistema dels munts, que consistia a acumular la terra en forma circular i sobre aquests munts sembrar iuca, batata, blat de moro i altres fruits que consumien. Utilitzaven la coa, com a instrument per fer clots sobre els munts i sembrar les llavors o les estaques. També es van destacar en les tasques artesanals, per la seva dedicada decoració en objectes religiosos com a vasos de ceràmiques d'ús ritual, dúho o seient del cacic; teixien hamaques amb fibres vegetals com el cotó i enfilaven collars, amb els quals s'adornaven.
Els taïns eren de mitjana estatura, pell de coure, cabells llisos i caminaven seminus. Vivien en cabanyes construïdes amb troncs, yagues, fulles de cana i altres materials. Aquestes cabanyes eren construïdes de dues formes: circular; anomenada caney, on vivien les grans famílies i la rectangular, anomenada bohío, on vivia el cacic.
Les tribus eren dirigides per un cacic, que s'encarregava de l'organització i defensa de la tribu i de presidir les cerimònies religioses. Els principals cacics, a l'arribada dels espanyols eren: Guacanagarix, Bohechío, Caonabó, Cayacoa i Guarionex. El cacic estava acompanyat d'un ajudant que era el nitaí i dels behics, tots considerats homes savis i consellers dels cacics.
Els taïns creien en diferents déus que anomenaven cemius. fets de fusta o pedra. El seu déu principal era Yucahu o déu de la iuca, el seu principal aliment. També tenien altres déus com Atubey, mare de Yucahu, Guabanex, deessa que es relacionava amb la pluja, el vent i els huracans. En honor dels déus celebraven el ritu de la cohoba i feien festes anomenades areïts, amb les quals commemoraven fets importants.

## Descobriment i conquesta
El 5 de desembre de 1492, Cristòfor Colom va arribar a l'illa de Quisqueya. Més tard, el 14 de setembre del 1494, durant el seu segon viatge, descobreix una altra illa coneguda pels taïns com a Adamanay, tot creient que es tractava de la mateixa illa de la Hispaniola. El savonés Miguel Cunneo va advertir que es tractava d'una illa independent de la Hispaniola; llavors Colom la va batejar "Bella Savonesa", en honor del seu compatriota. En l'actualitat es diu illa Saona i és part del territori nacional dominicà.
Quan els europeus arriben definitivament a l'illa, els indígenes els atribuïxen poders sobrenaturals i els tracten amb honors i veneració. Aquesta era una societat totalment diferent a la societat europea. Guacanagarix, el cacic que va allotjar a Cristòfor Colom i als seus homes, els va tractar molt cortesament i els va concedir tots els desitjos que van voler.
Amb aquest descobriment, dues cultures totalment alienes es varen trobar i, amb aquest fet, es va produir la fundació de la primera església, la primera missa catòlica, la primera batalla amb europeus, la primera Capitania General, el primer tribunal, la primera casa de pedra construïda pels espanyols a Amèrica, el primer virregnat, la primera Universitat, el primer hospital, el primer ingeni sucrer, la primera catedral, la primera fortalesa, el primer convent, l'escriptura del primer llibre per un europeu a Amèrica, la primera rebel·lió d'indis i d'afro-americans, entre d'altres. Els dominicans són ben conscients que tenen la primacia històrica i cultural de tot el Continent Americà, ja que foren l'assentament colonial més antic.
Allà mateix, es troba la famosa Cova de Cotubanamá, anomenada així en el segle xvi en memòria d'un cacic taí, el qual, mentre fugia de les matances de Nicolás d'Ovando, va decidir sense gaire èxit buscar refugi a l'illa, essent capturat i executat. Durant el segle xvi l'Espanyola va gaudir de bona posició econòmica i social, però des de finals d'aquell segle i a partir de la conquesta de Terra Ferma (les grans masses territorials d'Amèrica del Nord i Amèrica del Sud), l'illa va anar quedant relegada a un segon pla, enfonsant-se cada vegada més en la pobresa. També va influir en la seva situació els atacs de corsaris anglesos, Francis Drake entre ells, que van destruir gran part de les ciutats i poblacions establertes en aquell moment.
Entre el 1605 i 1606 es va dur a terme un procés de despoblament de la part oest de l'illa, fenomen conegut com a les «devastacions d'Osorio» (degut a Antonio Osorio, llavors governador espanyol de l'Illa), el qual va donar inici a un procés de repoblament del territori, deixant entrar bucaners i filibusters francesos. Aquests últims, amb l'ajut de França, constituiran una colònia que després seria el Saint Domingue francès, i més tard la República d'Haití, quedant dividida l'illa actualment en dos estats independents.

## Alliberament d'Haití
Després de la declaració d'independència d'Haití el 1804, diversos governants haitians van tractar d'unificar l'illa, la qual cosa van assolir l'any 1822, tan sols setmanes després que la part oriental de l'illa adquirís la independència d'Espanya en un breu període d'autonomia anomenat Independència Efímera.
L'any 1844 s'inicià la gesta independentista, preconitzada per Juan Pablo Duarte, un jove de posició acomodada que havia estudiat a França i amb ideals nacionalistes; i dirigida per Francisco del Rosario Sánchez i Ramón Matías Mella. La independència es va assolir el 27 de febrer del 1844.
A partir d'aquest moment, i sense un lideratge sòlid dels seus dirigents, s'inicia una era dominada per hisendats que tenien poder econòmic, alternant-se els governs durant breus períodes. Durant aquest temps, grups interns no se sentien contents amb l'autonomia i van buscar annexar-se novament a Espanya, fet que van assolir el 1861.
El 1865 es recupera la independència, passant novament a una etapa de falta de lideratge i canvis continus de governant. Aquesta situació va durar fins que Ulisses Heureaux (Lilís) va instal·lar la seva dictadura durant 12 anys (1887-1899) quan va ser assassinat.
A començament del segle xx, la inestabilitat política i econòmica i l'endarreriment en els pagaments dels emprèstits realitzats durant el segle xix, van donar motiu al que es va denominar la Primera Invasió Estatunidenca de la Hispaniola, que es va estendre des del 1916 fins al 1924. Durant el període 1924-1930, l'economia dominicana va viure un període que es va denominar la Danza de los Millones, motivat principalment per l'augment en els preus internacionals de la canya de sucre.
Entre 1930 i 1961 el país va estar sota la dictadura de Rafael Leónidas Trujillo. L'Era Trujillo fou l'època més fosca de la història dominicana. Malgrat tot, el país va seguir vivint certa bonança econòmica gràcies a l'exportació de sucre, principalment als Estats Units. Després de l'eliminació del Moviment 14 de Junio (1959) i l'assassinat de les germanes Mirabal, el règim va començar a decaure ràpidament fins que Trujillo va ser assassinat el 1961.
Després de la seva mort, el país va passar per diverses direccions polítiques entre les quals es troben la del Prof. Juan Bosch que va ser derrocat als set mesos, un triumvirat i una intervenció armada estatunidenca el 1965. El 1966 Joaquín Balaguer va ascendir al poder i es va mantenir en ell durant un període de dotze anys, en un govern dictatorial en el qual va fer ús de fraus electorals i repressions sobre els seus opositors polítics.
Durant les eleccions de l'any 1978, resulta electe Antonio Guzmán Fernández, de l'opositor Partit Revolucionari Dominicà (PRD). Va ser el primer govern triat pel vot popular des del 1924. El seu mandat es va caracteritzar per ser un dels més liberals que havia tingut la República Dominicana en dècades. Acaba quan Guzmán se suïcida el 1982. Va ser succeït pel vicepresident de torn, Jacobo Majluta, qui va governar per 43 dies.
El 1982 guanya les eleccions Salvador Jorge Blanco, del llavors partit governant, el PRD. El 1986 reprèn el poder Joaquín Balaguer, qui en aquell temps tenia prop de vuitanta anys.
El 1990 resulta guanyador d'unes eleccions enterbolides per denúncies de fraus per part de Juan Bosch, del Partit de l'Alliberament Dominicà. El 1994, Joaquín Balaguer resulta novament vencedor en les eleccions, però sota al·legats de frau i d'impediments per a votar de militants opositors, veu retallat el seu període presidencial a dos anys, acordant pactar eleccions pel 1996.
El 1996 resulta electe Leonel Fernández. El 2000, Hipólito Mejía ascendeix al poder executiu i el 2004, Leonel Fernández novament.